# Registratierecht
Registratierechten zijn rechten die in België moeten betaald worden op de registratie van notariële akten en onderhandse overeenkomsten. Het wordt geregeld in het Wetboek der registratie-, hypotheek- en griffierechten.
Er bestaan verschillende soorten registratierechten:
- Verkooprechten bij de aankoop van een woning, een appartement of een bouwgrond.
- Schenkingsrechten bij de schenking van een onroerend goed of van een roerend goed.
- Verdelingsrechten bij het overkopen van een onroerend goed van een mede-eigenaar. Bij echtscheiding wordt dit ook wel de miserietaks genoemd.
- Hypotheekrechten op de hypothecaire lening voor de aankoop, bouw of renovatie van een onroerend goed.